# Pontificios Colegios en Roma

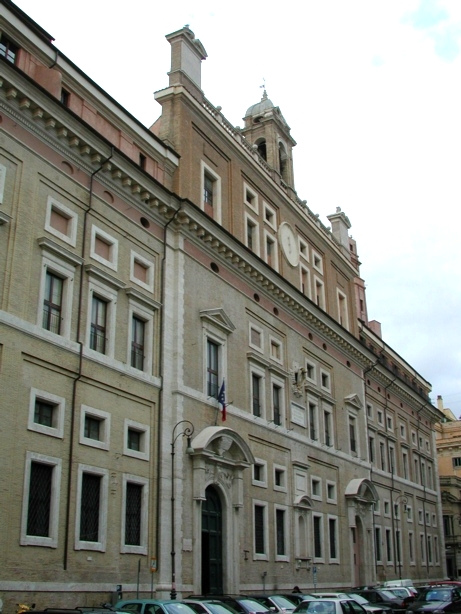
Collegio Romano (Roma), sede del Liceo Ginnasio "Ennio Quirino Visconti".

Los pontificios colegios en Roma son instituciones creadas por la Santa Sede, al modo de Colegios Mayores de estudiantes, para proveer la formación de seminaristas y sacerdotes, en las universidades pontificias de Roma. 
A la hora de su elección canónica, se suelen mirar algunos criterios, que los marcaran y diferenciaran unos de otros. Así, existen pontificios colegios nacionales (español, inglés, francés, etc.); regionales (lombardo); internacionales (San Carlos, Juan Pablo II, Capranica); Continentales (Pio Latinoamericano, americano del norte) etc.